# 새엄마 (2001년 드라마)
《새엄마》는 2001년 11월 5일부터 2002년 8월 3일까지 방영된 KBS 1TV TV소설이다.

## 등장 인물

### 주요 인물
- 이혜숙 : 이해심 역
- 김갑수 : 허동택 역 - 해심의 남편
- 정혜선 : 윤씨 역 - 해심의 시어머니, 동택의 사망 이후 명성건설 사장 장성환 사장의 새 엄마
- 이아현 : 허상인 역 (아역 박가령) - 해심과 동택의 사망 이후 명성건설 사장 장성환 사장의 의붓딸 중 맏이
- 이승우 : 허상욱 역 (아역 류덕환) - 해심과 동택의 사망 이후 명성건설 사장 장성환 사장의 아들
- 최유정 : 허상미 역 (아역 서지희) - 해심과 동택의 사망 이후 명성건설 사장 장성환 사장의 의붓딸 중 둘째
- 지우 : 허상희 역 (아역 이수빈) - 해심과 동택의 사망 이후 명성건설 사장 장성환 사장의 의붓딸 중 막내

### 주변 인물
- 차광수 : 한지일 역 - 상인의 남편
- 박철호 : 명성건설 사장 장성환 역 - 해심을 사랑했던 남자이자, 허동택 사망 이후 새 남편 명성건설 사장.
- 김동수 : 똥장군 역
- 서승현 : 양씨 역 - 해심의 어머니
- 유혜리 : 오마담 역 - 술집작부, 동택의 내연녀
- 박칠용 : 병술 역 - 영숙의 아버지, 과수원 일꾼
- 박혜숙 : 사부인 (효동댁) 역 - 병술의 아내
- 윤지숙 : 박영숙 역 (아역 최연정) - 병술의 딸, 상욱의 애인
- 양미경 : 양순자 역 - 상인의 이모
- 백신 : 박중호 역 - 순자의 남편, 상인의 이모부
- 윤용현 : 박문길 역 (아역 조중휘) - 중호와 순자의 아들

### 그 외 인물
- 왕빛나 : 송은주 역
- 김애란 : 지숙 역
- 한예린 : 김우인 역
- 김미주

## 수상
- 2002년 KBS 연기대상 여자 우수 연기상 이혜숙

## 참고 사항
- 16살에 성폭행을 당한 뒤 상대 남성의 아이를 낳고 후처로 들어가게 되어 본처의 자식들한테 구박받는 내용 때문에 시청자들로부터 비난을 샀다.[1]
- 박상아는 허동택(김갑수 분)의 셋 딸 중 1명으로 캐스팅되었으나[2] 스캔들[3]로 인해 고사한 바 있다.
- 장서희가 해당 드라마에 캐스팅이 확정되어 기사까지 나왔으나, <인어 아가씨>와 촬영이 겹쳐 해당 작품을 포기하였다.